# Luis Scola
Luis Alberto Scola Balvoa (Buenos Aires, Argentina, 30 de abril de 1980) é um basquetebolista argentino que atua como ala-pivô. Joga atualmente pelo Shanghai Sharks na CBA.
Ele desenvolveu boa parte de sua carreira na Liga Espanhola de Basquete, mas também jogou na liga argentina e passou 10 anos na National Basketball Association (NBA).

## Carreira profissional

### Ferro Carril Oeste (1995-1998)
Scola começou sua carreira nas divisões de base do Ferro Carril Oeste. Ele fez sua estréia profissional com a equipe durante a temporada de 1995-96 aos 15 anos de idade.

### Espanha

#### Cabitel Gijón (1998–2000)
Após a temporada de 1997-98 na Liga Argentina, Scola mudou-se para a Espanha e assinou contrato com o Saski Baskonia.
Ele foi emprestado ao Gijón Baloncesto, onde ajudou o clube da LEB Oro a conseguir a promoção para a Liga Espanhola de Basquetebol.
Ele foi emprestado mais uma vez para o Gijón durante a temporada de 1999-2000, antes de finalmente jogar pelo Baskonia, onde ficou por sete temporadas.

#### Saski Baskonia (1998–2007)
Com o Saski Baskonia, Scola chegou à Final da EuroLiga na temporada de 2000-01 e a três Final Four consecutivos entre 2005 e 2007. Suas excelentes atuações renderam a ele uma seleção para a Segunda-Equipe da EuroLeague em 2005 e duas seleções de Primeira-Equipe da EuroLiga em 2006 e 2007.
Embora Scola não tenha vencido a EuroLeague com o Baskonia, ele venceu todos os títulos espanhóis: A Liga ACB em 2002, três Copas do Rei em 2002, 2004, 2006 e três Supercopa da Espanha em 2005, 2006. 2007.

### NBA
No verão de 2005, o San Antonio Spurs da NBA (que selecionou Scola no Draft de 2002), tentou negociar com o Baskonia para comprar seu contrato. O Baskonia exigiu em torno de US $ 3 milhões pela aquisição do contrato. Isso tornou difícil para Scola se juntar aos Spurs por causa da regra da NBA que limita as equipes a não pagar mais do que $ 500.000 pela compra de um jogador. Scola teria sido responsável por pagar ao Baskonia os US $ 2,5 milhões restantes da compra.

#### Houston Rockets (2007–2012)
Em 12 de julho de 2007, os Spurs trocaram Scola, juntamente com Jackie Butler, para o Houston Rockets em troca de Vassilis Spanoulis, uma escolha de segunda rodada do draft e considerações de dinheiro. Scola assinou um contrato de três anos com o Rockets, com um salário de US $ 9,5 milhões.
Ele ficou em terceiro lugar na votação para o Novato do Ano na temporada de 2007-08 e e foi nomeado para a NBA All-Rookie First Team.
Em 13 de julho de 2012, ele foi dispensado pelos Rockets. Foi amplamente notado, no entanto, que Scola não foi cortado devido à falta de desempenho, em vez disso, o acordo foi uma tentativa de liberar espaço para a chegada de Dwight Howard. Howard acabou sendo negociado para o Los Angeles Lakers e os Rockets usaram o espaço para contratar James Harden.

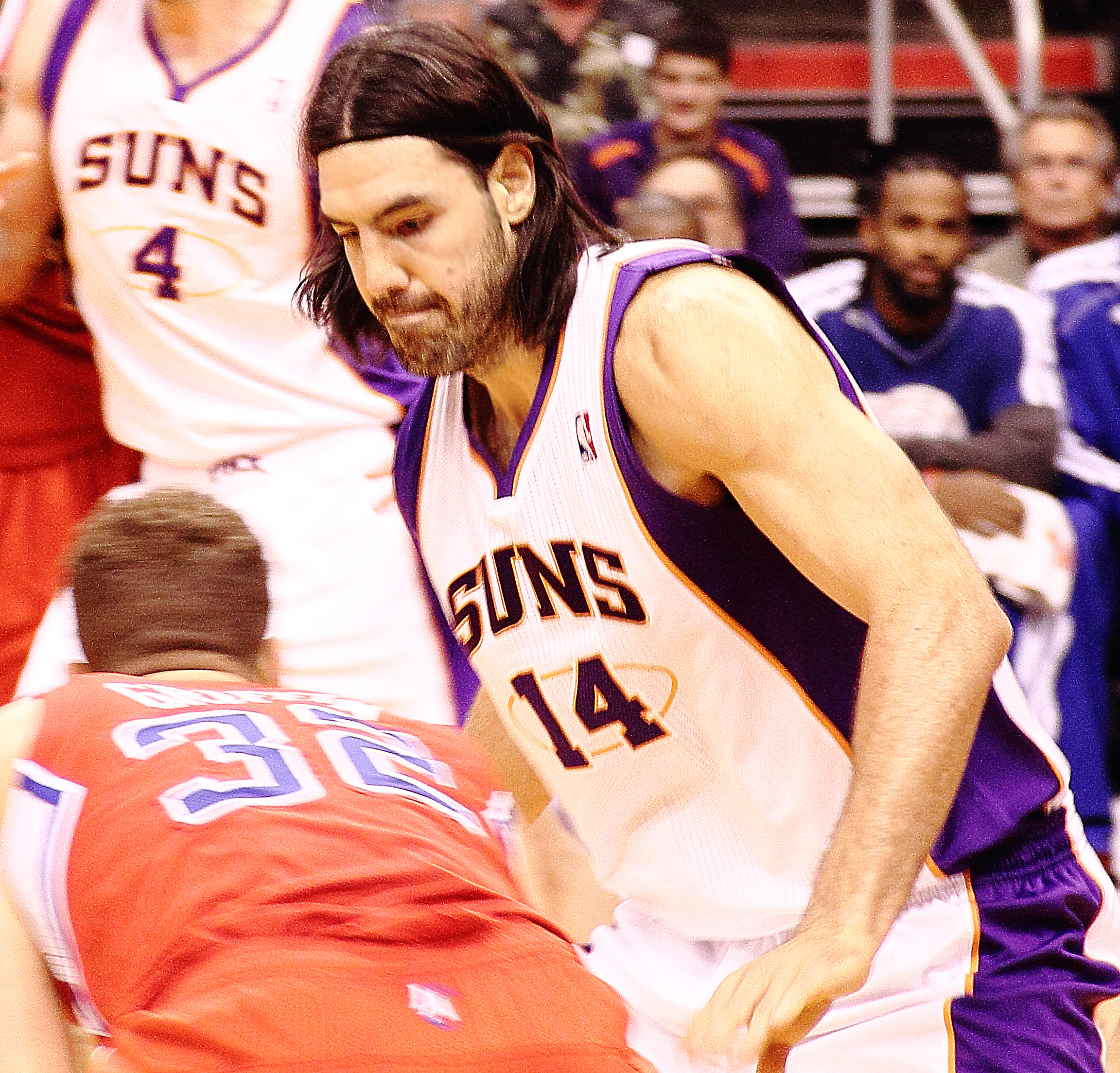
Scola com os Suns em dezembro de 2012

#### Phoenix Suns (2012–2013)
Em 15 de julho de 2012, Scola foi contratado pelo Phoenix Suns.
Em 21 de novembro de 2012, ele foi reserva pela primeira vez em sua carreira na NBA no início da temporada. Ele recuperou sua vaga de titular menos de um mês depois, e em 29 de dezembro, ele marcou 33 pontos contra o Minnesota Timberwolves.
Scola se tornou um líder da equipe e terminou a temporada com médias decrescentes, já que seus 12,8 pontos por jogo foram os menores desde a temporada de 2008-09.

#### Indiana Pacers (2013–2015)
Em 27 de julho de 2013, os Suns negociaram Scola com o Indiana Pacers em troca de Gerald Green, Miles Plumlee e uma escolha de segunda rodada do draft.
Em suas duas temporadas nos Pacers, ele desempenhou um papel como reserva de David West, sendo titular em apenas 18 jogos ao longo de seu período de dois anos.

#### Toronto Raptors (2015–2016)
Em 15 de julho de 2015, Scola assinou com o Toronto Raptors. Ele ajudou a equipe a chegar as finais da Conferência Leste em 2016 pela primeira vez na história da franquia.

#### Brooklyn Nets (2016–2017)
Em 13 de julho de 2016, Scola assinou com o Brooklyn Nets. Ele fez sua estréia na abertura da temporada em 26 de outubro, marcando oito pontos em uma derrota por 122-117 para o Boston Celtics. Em 27 de fevereiro de 2017, ele foi dispensado pelos Nets.

### China

#### Shanxi Brave Dragons (2017–2018)
Em 9 de julho de 2017, Scola assinou com o Shanxi Brave Dragons da Chinese Basketball Association.

#### Xangai Sharks (2018 – Presente)
Em 10 de agosto de 2018, Scola assinou com o Shanghai Sharks da Chinese Basketball Association.

## Carreira na seleção

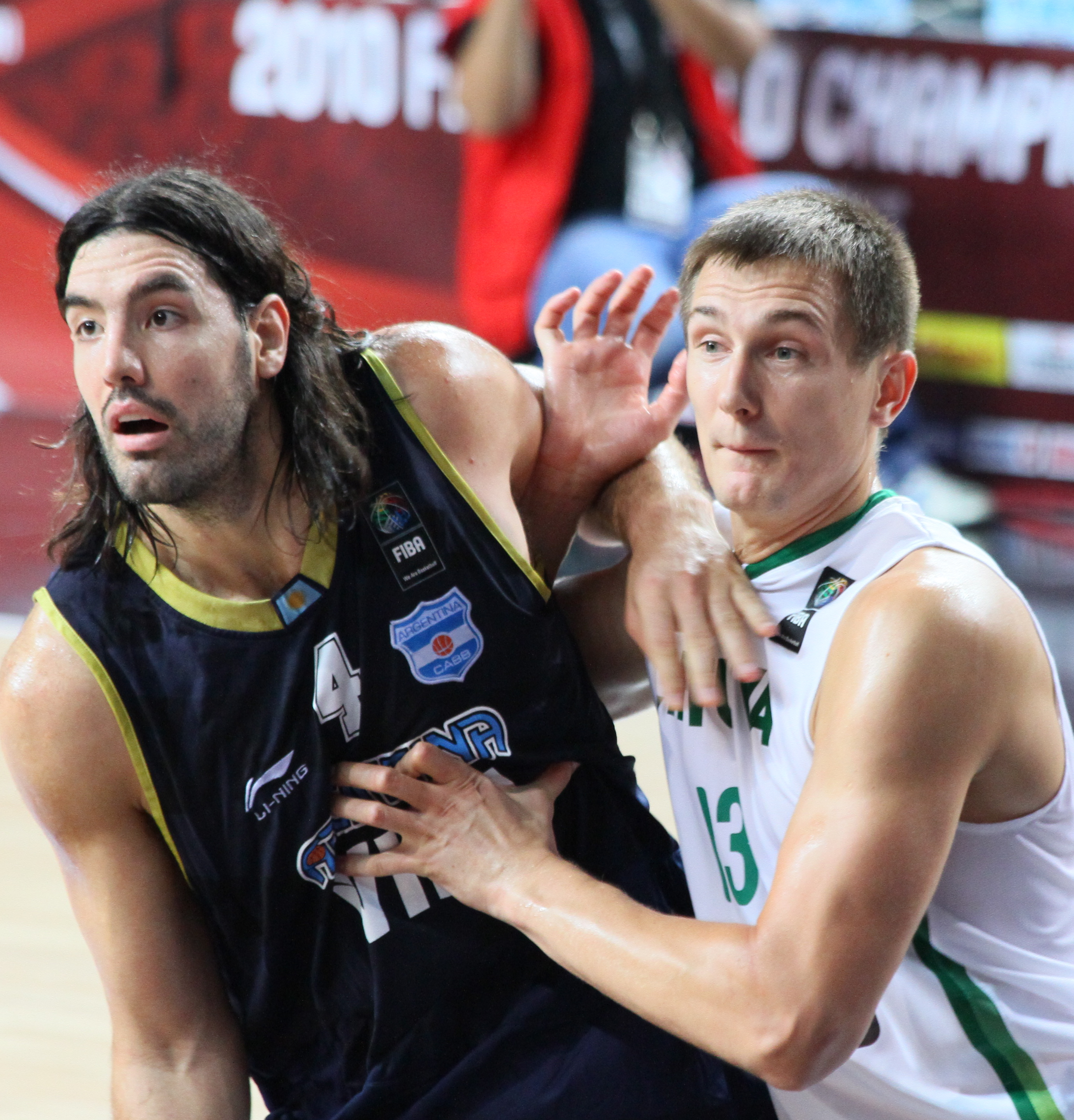
Luis Scola com a seleção argentina

Com as seleções juniores da Argentina, Scola conquistou a medalha de ouro no Campeonato Sul-Americano Junior de 1996, no Copa América de Basquetebol Masculino Sub-20 de 2000 e a medalha de bronze no Campeonato Mundial de Basquetebol Masculino Sub-21 de 2001.
Como membro da seleção argentina sênior, Scola conquistou várias medalhas: medalha de prata no Copa América de 1999, medalha de ouro na Copa América de 2001, medalha de prata no Campeonato Mundial de Basquetebol Masculino de 2002, medalha de prata na Copa América de 2003, medalha de ouro nos Jogos Olímpicos de 2004, medalha de prata na Copa América de 2007, medalha de bronze nos Jogos Olímpicos de 2008, medalha de bronze na Copa América de 2009, medalha de ouro na Copa América de 2011 e a medalha de bronze na Copa América de 2013, entre outros títulos.
Na Copa América de 2015, Scola se tornou o maior artilheiro de todos os tempos da história da competição e venceu seu quarto prêmio de MVP.
Scola quebrou dois recordes da seleção argentina na Campeonato Mundial de Basquetebol Masculino de 2010: maior artilheiro da Argentina em uma Copa do Mundo (superando os 331 pontos de Ernesto Gehrmann) e mais pontos marcados pela Argentina em um jogo em uma Copa do Mundo (37 pontos contra o Brasil nas oitavas-de-final, superando os 35 pontos de Alberto Desimone contra o México em 1963).

## Vida pessoal
Scola e sua esposa, Pamela, têm quatro filhos juntos. Ele também possui um passaporte espanhol.
Ele foi o embaixador da Jogos Olímpicos de Verão da Juventude de 2018 em Buenos Aires, sendo nomeado em julho de 2017.

## Títulos

### Clube
- Campeão da Liga Espanhola: (2002)
- 3 × Vencedor da Taça do Rei da Espanha: (2002, 2004, 2006)
- 3 × Vencedor da Supertaça Espanhola: (2005, 2006, 2007)

### Seleção argentina
- Medalha de ouro nos Jogos olímpicos de Atenas no ano de 2004
- Medalha de bronze nos Jogos Olímpicos de Verão de 2008
- Medalha de prata no Mundial de 2002 de basquete em Indianápolis
- Medalha de ouro no Torneio das Américas de Neuquén
- Medalha de ouro no Torneio das Américas de Mar del Plata
- Medalha de prata no Torneio das Américas de Porto Rico
- Medalha de prata no Torneio das Américas de Estados Unidos
- Medalha de prata no Torneio das Américas de México
- Medalha de bronze no Torneio das Américas de Caracas
- Medalha de bronze no Torneio das Américas de Porto Rico
- Medalha de bronze no Torneio das Américas de Porto Rico

## Prêmios

### Clubes
- Novato do Ano da Liga Espanhola (2000)
- MVP da Supercopa Espanhola (2005)
- Segunda Equipa EuroLeague: (2005)
- 2× MVP da Liga Espanhola: (2005, 2007)
- 4 × Equipe ideal da Liga Espanhola: (2004, 2005, 2006, 2007)
- 2 × Primeira-Equipa Euroliga: (2006, 2007)
- NBA All-Rookie First Team: (2008)

### Seleção Argentina
- MVP da Copa América Sub-20 de 2000
- MVP da Copa América: 2007, 2009, 2011 e 2015
- Artilheiro da Copa América: 2009, 2011, 2013 e 2015
- Campeonato FIBA das Américas de 2009: MVP e Melhor Marcador

## Estatísticas

### NBA
|  | Líder da liga |

#### Temporada regular
| Ano      | Equipe   | PJ  | PT  | MPJ  | AP   | 3P   | LL   | RT  | AS  | BR | TO | PPJ  |
| -------- | -------- | --- | --- | ---- | ---- | ---- | ---- | --- | --- | -- | -- | ---- |
| 2007-08  | Houston  | 82  | 39  | 24.7 | .515 | .000 | .668 | 6.4 | 1.3 | .7 | .2 | 10.3 |
| 2008-09  | Houston  | 82  | 82  | 30.3 | .531 | .000 | .760 | 8.8 | 1.5 | .8 | .1 | 12.7 |
| 2009-10  | Houston  | 82  | 82  | 32.6 | .514 | .200 | .779 | 8.6 | 2.1 | .8 | .3 | 16.2 |
| 2010-11  | Houston  | 74  | 74  | 32.6 | .504 | .000 | .738 | 8.2 | 2.5 | .6 | .6 | 18.3 |
| 2011-12  | Houston  | 66  | 66  | 31.3 | .491 | .000 | .773 | 6.5 | 2.1 | .5 | .4 | 15.5 |
| 2012-13  | Phoenix  | 82  | 67  | 26.6 | .473 | .188 | .787 | 6.6 | 2.2 | .8 | .4 | 12.8 |
| 2013-14  | Indiana  | 82  | 2   | 17.1 | .470 | .143 | .728 | 4.8 | 1.0 | .3 | .2 | 7.6  |
| 2014-15  | Indiana  | 81  | 16  | 20.5 | .467 | .250 | .699 | 6.5 | 1.3 | .6 | .2 | 9.4  |
| 2015-16  | Toronto  | 76  | 76  | 21.5 | .450 | .404 | .726 | 4.7 | .9  | .6 | .4 | 8.7  |
| 2016-17  | Brooklyn | 36  | 1   | 12.8 | .470 | .340 | .676 | 3.9 | 1.0 | .4 | .1 | 5.1  |
| Carreira | Carreira | 743 | 505 | 25.6 | .493 | .339 | .740 | 6.7 | 1.6 | .6 | .3 | 12.0 |

#### Playoffs
| Ano      | Equipe   | PJ | PT | MPJ  | AP   | 3P   | LL   | RT  | AS  | BR | TO | PPJ  |
| -------- | -------- | -- | -- | ---- | ---- | ---- | ---- | --- | --- | -- | -- | ---- |
| 2008     | Houston  | 6  | 6  | 36.7 | .448 | .000 | .686 | 9.3 | 1.3 | .7 | .2 | 14.0 |
| 2009     | Houston  | 13 | 13 | 32.6 | .494 | .000 | .673 | 8.4 | 1.8 | .5 | .2 | 14.4 |
| 2014     | Indiana  | 17 | 0  | 13.9 | .465 | .333 | .591 | 2.5 | .5  | .4 | .2 | 6.1  |
| 2016     | Toronto  | 11 | 9  | 12.7 | .258 | .190 | .727 | 1.6 | .6  | .3 | .0 | 2.5  |
| Carreira | Carreira | 48 | 28 | 21.4 | .454 | .200 | .667 | 4.7 | 1.0 | .4 | .1 | 8.5  |

### Euroliga
| Ano      | Time           | PJ  | MPJ  | AP   | 3P   | LL   | RT  | AS  | BR  | TO | PPJ  |
| -------- | -------------- | --- | ---- | ---- | ---- | ---- | --- | --- | --- | -- | ---- |
| 2000–01  | Saski Baskonia | 22  | 18.3 | .547 | .000 | .538 | 4.4 | .7  | 1.0 | .1 | 8.7  |
| 2001–02  | Saski Baskonia | 20  | 23.7 | .689 | .333 | .670 | 4.6 | 1.1 | 1.3 | .3 | 15.9 |
| 2002–03  | Saski Baskonia | 16  | 24.7 | .546 | .000 | .677 | 5.0 | 1.3 | .9  | .3 | 15.1 |
| 2003–04  | Saski Baskonia | 14  | 28.8 | .604 | .000 | .765 | 6.1 | 2.4 | 1.4 | .4 | 15.2 |
| 2004–05  | Saski Baskonia | 24  | 24.7 | .564 | .000 | .676 | 6.5 | 1.9 | 1.3 | .7 | 15.1 |
| 2005–06  | Saski Baskonia | 25  | 28.6 | .536 | .000 | .679 | 6.7 | 2.2 | 1.6 | .8 | 14.8 |
| 2006–07  | Saski Baskonia | 23  | 26.5 | .573 | .000 | .708 | 5.9 | 2.2 | .9  | .3 | 15.5 |
| Carreira | Carreira       | 144 | 25.6 | .577 | .091 | .671 | 5.6 | 1.7 | 1.2 | .5 | 14.3 |

Fonte: